# Route nationale 46 (Inde)
Pour les articles homonymes, voir Route nationale 46.
La route nationale 46 (National Highway 46) relie Krishnagiri à Walajapet au Tamil Nadu. Elle est en six voies et est longue de 148 km. Elle fait partie du Quadrilatère d'or.